# Stuart Barnes
Pour les articles homonymes, voir Barnes.

a Compétitions nationales et continentales officielles uniquement.

b Matchs officiels uniquement.
Stuart Barnes, est né le 22 novembre 1962 à Grays dans l'Essex (Angleterre). C’est un joueur de rugby à XV, qui joue avec l'équipe d'Angleterre de 1984 à 1993, évoluant au poste de demi d'ouverture. 

## Biographie
En club, il a évolué à Bath Rugby, gagnant de nombreux trophées. En équipe nationale, il ne s'est jamais imposé, et il connut la concurrence d'un orfèvre du coup de pied, Rob Andrew. Stuart Barnes n'avait pas le même style : très bonne lecture du jeu, capable d'attaquer la ligne de défense adverse, balle en main.

## Carrière

### En club
- Bath Rugby

### En équipe nationale
Il a eu sa première cape internationale le 3 novembre 1984, à l’occasion d’un match contre l'équipe d'Australie. 

## Palmarès

### En club
- Championnat d'Angleterre : 1989, 1991, 1992, 1993
- Coupe d'Angleterre : 1984, 1985, 1986, 1987, 1989, 1990, 1992, 1994

### En équipe nationale
- 10 sélections avec l'équipe d'Angleterre
- 34 points
- 5 transformations, 7 pénalités, 1 drop
- Sélections par année : 1 en 1984, 3 en 1985, 2 en 1986, 1 en 1987, 1 en 1988, 2 en 1993
- Participation au Tournoi des cinq nations 1985, 1986, 198, 1993